# دمسيسة قلبية الأوراق
دمسيسة قلبية الورق أو أمبروزية قلبية الأوراق (الاسم العلمي: Ambrosia cordifolia) هي نوع من النباتات تتبع جنس الدمسيسة من الفصيلة النجمية.